# Raf (auteure)
Pour les articles homonymes, voir RAF.
Raf, anciennement appelée Rafchan, de son vrai nom Raphaëlle Marx, née le 20 octobre 1982 est une graphiste et auteure de bande dessinée française. Elle vit à Montpellier, et travaille chez Ankama Éditions.

## Biographie
Elle fait ses débuts en participant à des fanzines pour le collectif Ben Bao, et à Draw or die (« Dessine ou meurt »), un collectif d'artistes regroupant Nikoneda, Balak et elle-même.
Après avoir obtenu son diplôme de communication visuelle à l’école Intuit/Lab en 2006, elle est embauchée par Pika et elle travaille quelque temps en tant que maquettiste, puis obtient par l'intermédiaire de Run un contrat chez Ankama Éditions pour Debaser.

## Œuvres publiées

### Fanzines
En collaboration avec le collectif Ben Bao, Raf a publié à compte d'auteur plusieurs fanzines. (Helban, Matto, Deubel...),.

### Pop Loft
Pop Loft est un Yonkoma (strip en 4 cases typé manga), écrite par Raf et Nikoneda, publiée par Pika, dans le magazine Shonen. Les chapitres sont disponibles sur son ancien site web, créé à la parution du fanzine Matto. La publication a, selon Raf, très mal été accueillie par le public.

### Debaser
Debaser est un manga français se déroulant à Paris, en 2020.
- Raf, Debaser, vol. I, Roubaix, Ankama, 2008, 185 p. (ISBN 978-2-916739-28-1) ;
- Raf, Debaser, vol. II, Roubaix, Ankama, 2009, 182 p. (ISBN 978-2-916739-63-2)[8] ;
- Raf, Debaser, vol. III, Roubaix, Ankama, 2010, 181 p. (ISBN 978-2-35910-012-9)[9].
- Raf, Debaser, vol. IV, Roubaix, Ankama, 2010, 184 p. (ISBN 978-2-35910-046-4)
- Raf, Debaser, vol. V, Roubaix, Ankama, 2011, 172 p. (ISBN 978-2-35910-133-1)
- Raf, Debaser, vol. VI, Roubaix, Ankama, 2011, 182 p. (ISBN 978-2-35910-181-2)
- Raf, Debaser, vol. VII, Roubaix, Ankama, 2012, 184 p. (ISBN 978-2-35910-261-1)
- Raf, Debaser, vol. VIII, Roubaix, Ankama, 2012, 224 p. (ISBN 978-2-35910-334-2)

### Interviews
- Interview par Animasia